# Přívoz Zámky – Sedlec

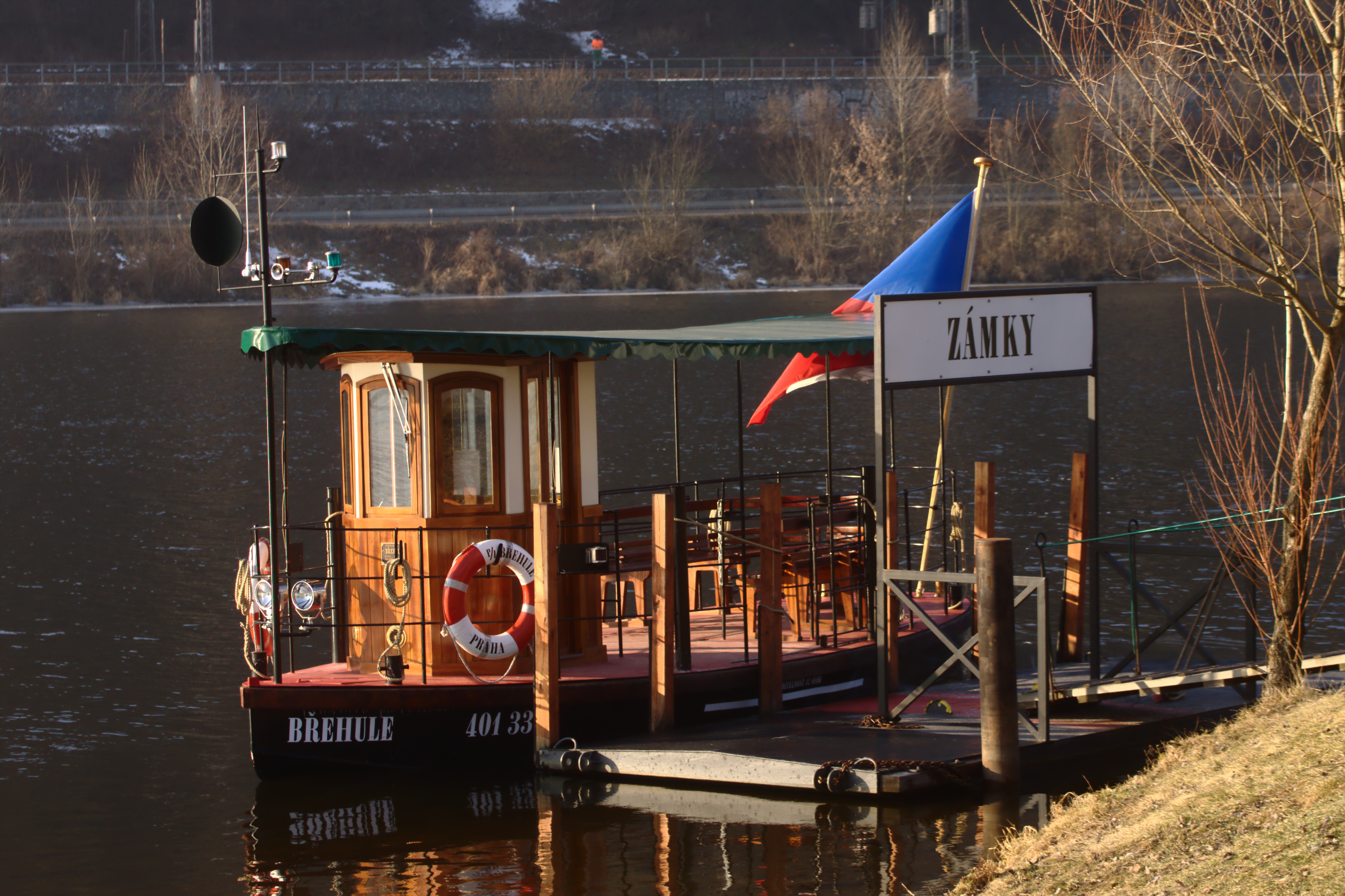
Přístaviště Zámky s novou převozní lodí typu Naomi

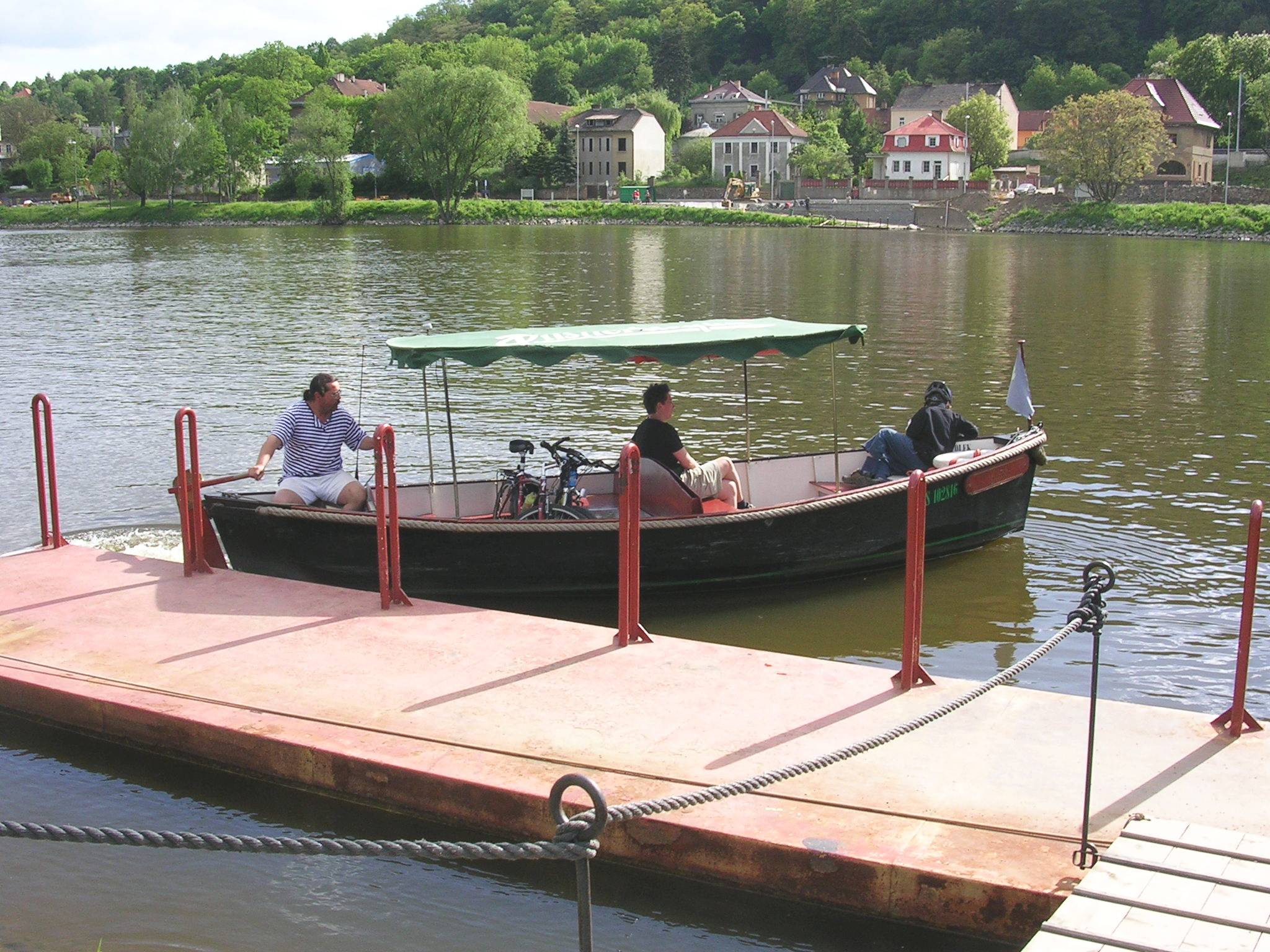
Odplouvání z přístaviště Zámky v roce 2006, na protějším břehu Sedlec

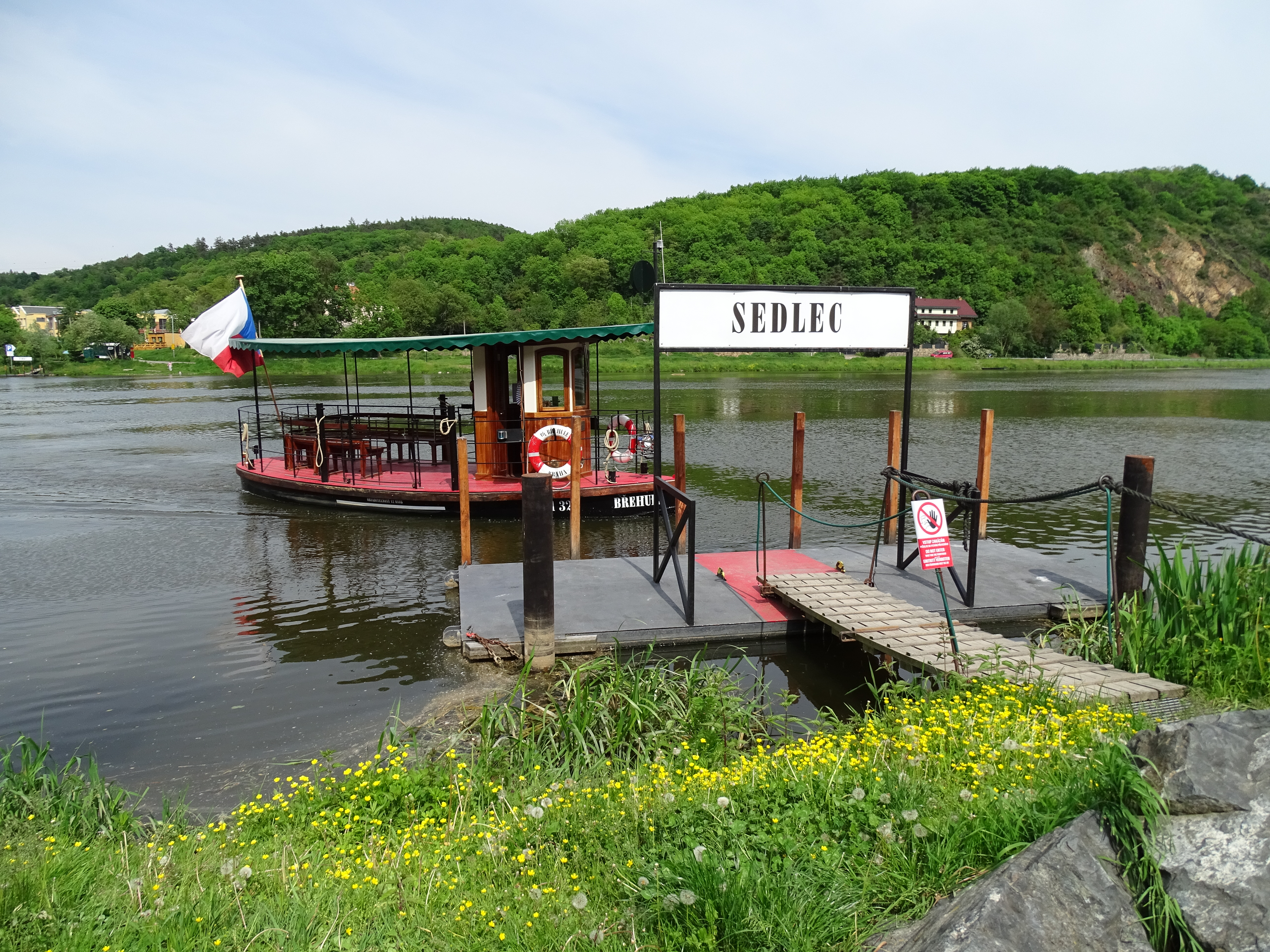
Přístaviště Sedlec s novou převozní lodí typu Naomi

Sedlecký přívoz (v informačním systému Pražské integrované dopravy označovaný P1, v databázích kódován jako linka 695) je provozován na Vltavě (říční kilometr 41,02) u severního okraje Prahy. Spojuje pražskou čtvrť Sedlec (přístaviště je umístěno nedaleko železniční zastávky Praha-Sedlec a v těsné blízkosti autobusové zastávky Sedlecký přívoz na trase Praha–Roztoky u Prahy) s osadou Zámky patřící do Bohnic (v níž nejvýznamnějším objektem je psí útulek pražské městské policie). Zámecký břeh je oblíbeným výletním místem zejména cyklistů.

## Historie

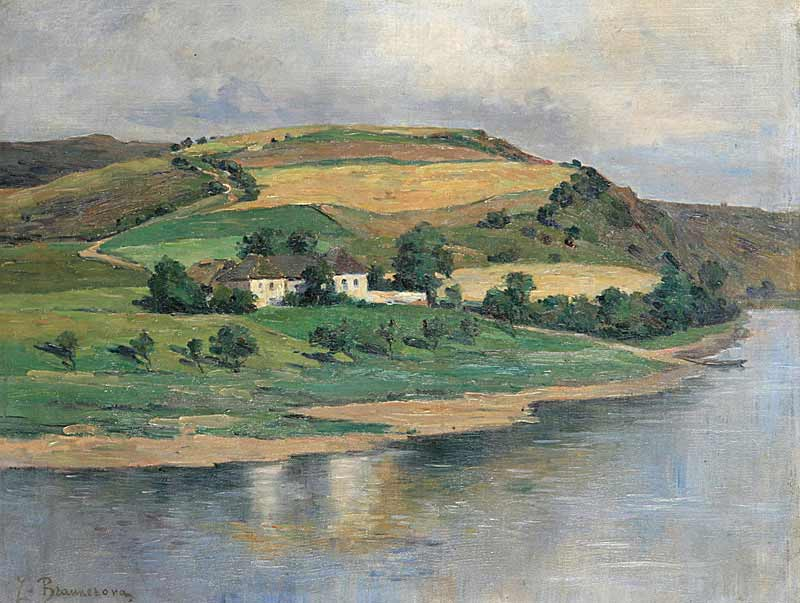
V ohbí řeky, obraz Zdenky Braunerové zachycující usedlost Tříkrálka a přívozní pramici na pravém břehu někdy koncem 19. či počátkem 20. století

V minulosti sloužil přívoz i k převážení pohřebních fiakrů, protože Sedlec neměl vlastní hřbitov. Pohon se v průběhu staletí měnil od vesel přes přitahování za podvodní lano až k motorovým pramicím. Historicky zřejmě nepřerušený provoz skončil v létě 1991, poslední převoznicí této éry byla paní Kořínková. Podle Fojtíka je nejstarší doložitelná zmínka z roku 1892 a provoz byl přerušen roku 1992, když při malé privatizaci o přívoz nikdo neprojevil zájem.
Autobusová zastávka na sedlecké straně si však po celých 14 let přerušení provozu přívozu podržela název Sedlecký přívoz, zprvu pro školní spoj a pak i pro linky PID do Roztok.

## Obnovení přívozu v PID
Dne 1. července 2005 byl provoz přívozu obnoven. Je v provozu celoročně a denně do 20 hodin. Nejezdí při průtoku nad 450 m³. Přepravuje osoby, jízdní kola, kočárky i psy. Pro přepravu platí jízdenky Pražské integrované dopravy kromě krátkodobých jízdenek s omezenou přestupností (zpočátku provozu platily jen dlouhodobé předplatní jízdenky nebo speciální nepřestupní jízdenky za 20 Kč). Po zprovoznění druhého přívozu v PID v blízké Podbabě začal být sedlecký přívoz označován jako linka P1.
Od roku 2016 zde slouží veřejnosti bezbariérová loď typu Naomi. 
Provozuje jej společnost Pražské Benátky s. r. o. (do roku 2011 pod názvem První Všeobecná Člunovací Společnost s. r. o., majitel Zdeněk Bergman). 

## Využívanost
Podle článků z let 2006 a 2008 přívoz denně převeze v průměru kolem 150 lidí a 50 jízdních kol.
Vykazovaná využívanost přívozu za období provozu v rámci PID:
- 2005: 21 763 přepravených osob (provoz zahájen 1. července)
- 2006: 39 188 přepravených osob
- 2007: 58 593 přepravených osob
- 2008: 57 772 přepravených osob
- 2009: 49 792 přepravených osob
- 2010: 50 154 přepravených osob
- 2011: 67 537 přepravených osob, tj. průměrně 196 denně[7]
- 2012: 33 686 přepravených osob
- 2013: 23 970 přepravených osob
- 2014: 38 052 přepravených osob
- 2015: 37 259 přepravených osob
- 2016: 32 096 přepravených osob

## Označení

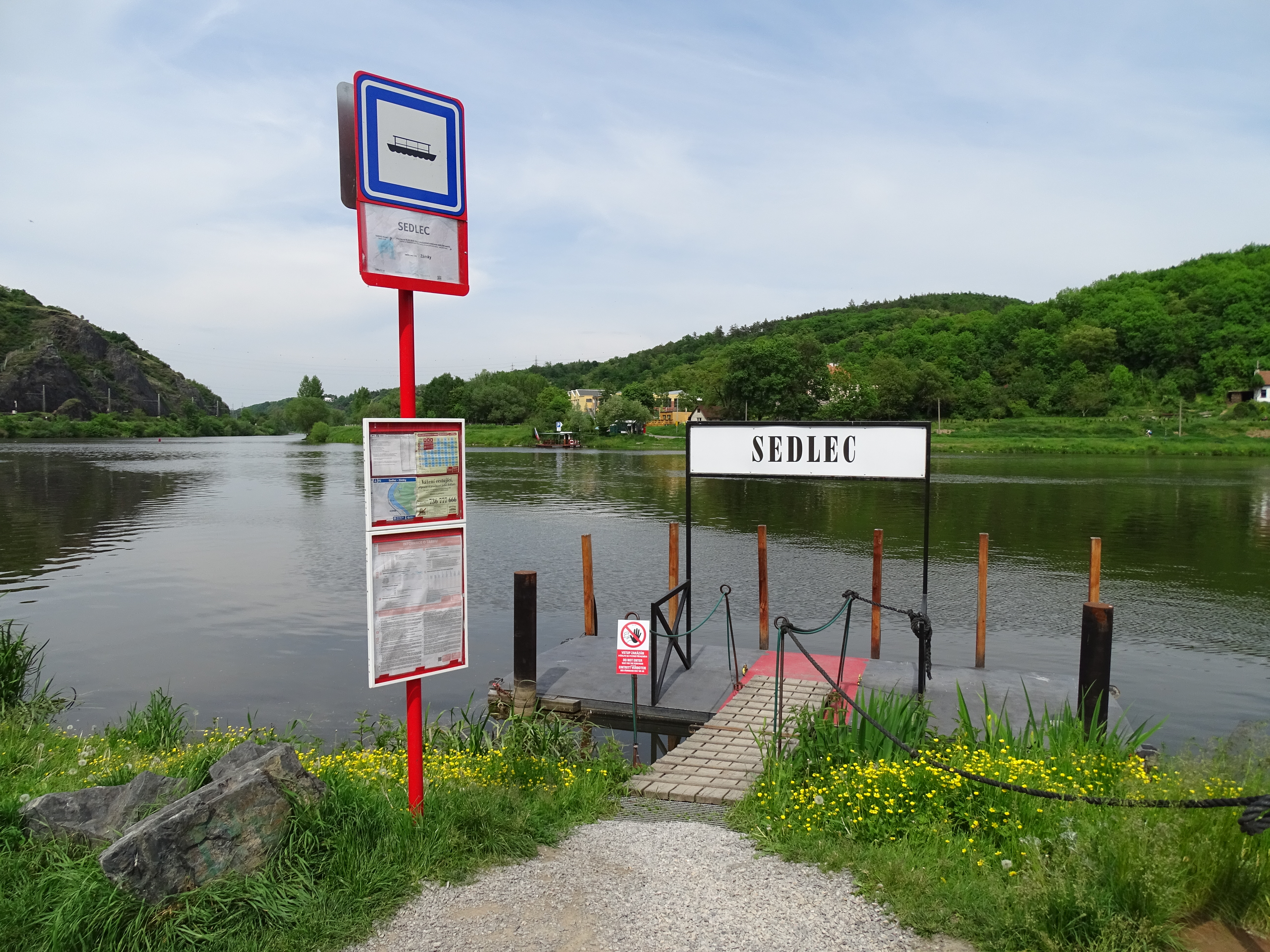